# Monique Laks
Monique Laks, född 26 januari 1934 i Paris, död 18 april 2004 i Pessac, var en fransk sociolog, författare och militant trotskist. Hon engagerade sig för Algeriets självständighet. Hon var med i redaktionen för FLN:s officiella publikation El Moudjahid.
Tillsammans med Daniel Guérin, Georges Gurvitch och Henri Lefebvre grundade Laks 1966 tidskriften Autogestion.